# 捷龍1号
捷龍1号は、中国運載火箭技術研究院(CALT)によって開発された衛星打ち上げロケットで、最大150kgを高度700kmの太陽同期軌道に打ち上げる能力を持つ。 高さ19.5メートル、直径1.2メートル、重さ23.1トンの全段固体燃料ロケットである。 ロケットの開発には 18 か月かかった。(2018 年 2 月に開始)。 このロケットは中国のミサイル計画の推進技術を利用している。 このプログラムは、質量あたりの打ち上げ価格が 1kg あたり 30,000 ドル、つまり打ち上げ費用が 600 万ドルの打ち上げロケットを製造することを目指している。
極めて珍しいことに、このロケットは4段目がペイロードより上に、逆さに取り付けられている。そのため3段目を分離した後、180度姿勢を反転させてから4段目を点火する必要が有る。
同社は「衛星の搭載スペースを最大限に確保するため」としている。4段目と3段目の間に衛星を入れることで衛星の空間は一般的な先細り形状ではなく円筒形になった。
4段目には加速中の姿勢制御のほか180度姿勢を反転させるために使うサイドスラスタが取り付けられている。各エンジンノズルは固定式で、２〜４段目の飛行中の姿勢制御はサイドスラスタが行う。
1段目はグリッドフィンにより空力制御される。
類似のものにウクライナのドニエプル ロケットがある。こちらは3段目の上にペイロードが乗っているが、エンジンが斜め逆に取り付けられているため、減速ではなく加速するために180度姿勢を反転させる必要がある。これはドニエプルロケットは元々R-36大陸間弾道ミサイルであり3段目はMIRVの減速用に作られているためである。
輸送起立発射機(TEL)からミサイルのように発射される。